# Antonella Troise
Antonella Maria Troise (Napoli, 30 dicembre 1980) è un'attrice italiana.

## Biografia
Studia presso l'Accademia di Teatro "La Scaletta" di Roma. Esordisce come attrice nel film del 1995 La regina degli uomini pesce con la regia di Sergio Martino. Successivamente prende parte al film Chiavi in mano del 1996 con la regia di Mariano Laurenti. Per la televisione ha lavorato ne L'isola dei segreti - Korè, regia di Ricky Tognazzi nel 2009, e Negli occhi dell'assassino del 2009 per la regia di Edoardo Margheriti.

## Controversie
Nel 2009, nell'ambito di un'indagine della Procura di Napoli in cui il direttore generale di Rai Fiction Agostino Saccà è stato accusato di corruzione, sono stati pubblicati numerosi documenti da cui emerge che nel 2007 sarebbe stata segnalata, insieme ad altre attrici, da Silvio Berlusconi, all'epoca presidente del Consiglio. Saccà ha pubblicamente ammesso la segnalazione come risulta dal suo interrogatorio, sottolineando tuttavia che i magistrati non hanno attribuito a questo comportamento alcuna rilevanza penale.

## Filmografia

### Cinema
- Chiavi in mano, regia di Mariano Laurenti (1996)
- Cronache del terzo millennio, regia di Francesco Maselli (1996)
- Giorni dispari, regia di Dominick Tambasco (2000)
- Casomai, regia di Alessandro D'Alatri (2002)
- Il fuggiasco, regia di Andrea Manni (2003)
- Bal-Kan-Kan, regia di Darko Mitrevski (2005)

### Televisione
- La regina degli uomini pesce, regia di Sergio Martino (1995)
- Il maresciallo Rocca – serie TV, episodio 1x08 (1996)
- S.P.Q.R. – serie TV, episodi 1x01-1x11 (1998)
- Turbo – serie TV, episodio 1x04 (2000)
- Capri – serie TV, episodio 1x01 (2006)
- L'isola dei segreti - Korè – serie TV (2009)
- Negli occhi dell'assassino,  regia di Edoardo Margheriti – film TV (2009)
- L'ombra del destino – serie TV, episodio 1x06 (2011)

## Teatro
- Natale in casa Cupiello
- Il Viaggio di Walter Manfrè, Teatro Colosseo di Roma
- Questi fantasmi!